# ジャラール・ホセイニー
セイイェド・ジャラール・ホセイニー（ペルシア語: سید جلال حسینی、1982年2月3日 - ）は、イランの元サッカー選手。元イラン代表。現役時代のポジションはDF。
AFCアジアカップに3度出場、FIFAワールドカップにも出場経験があり、アジアサッカー連盟の年間ベストイレブンに選出された経験も持つ同国の名選手である。

## 経歴

### クラブ

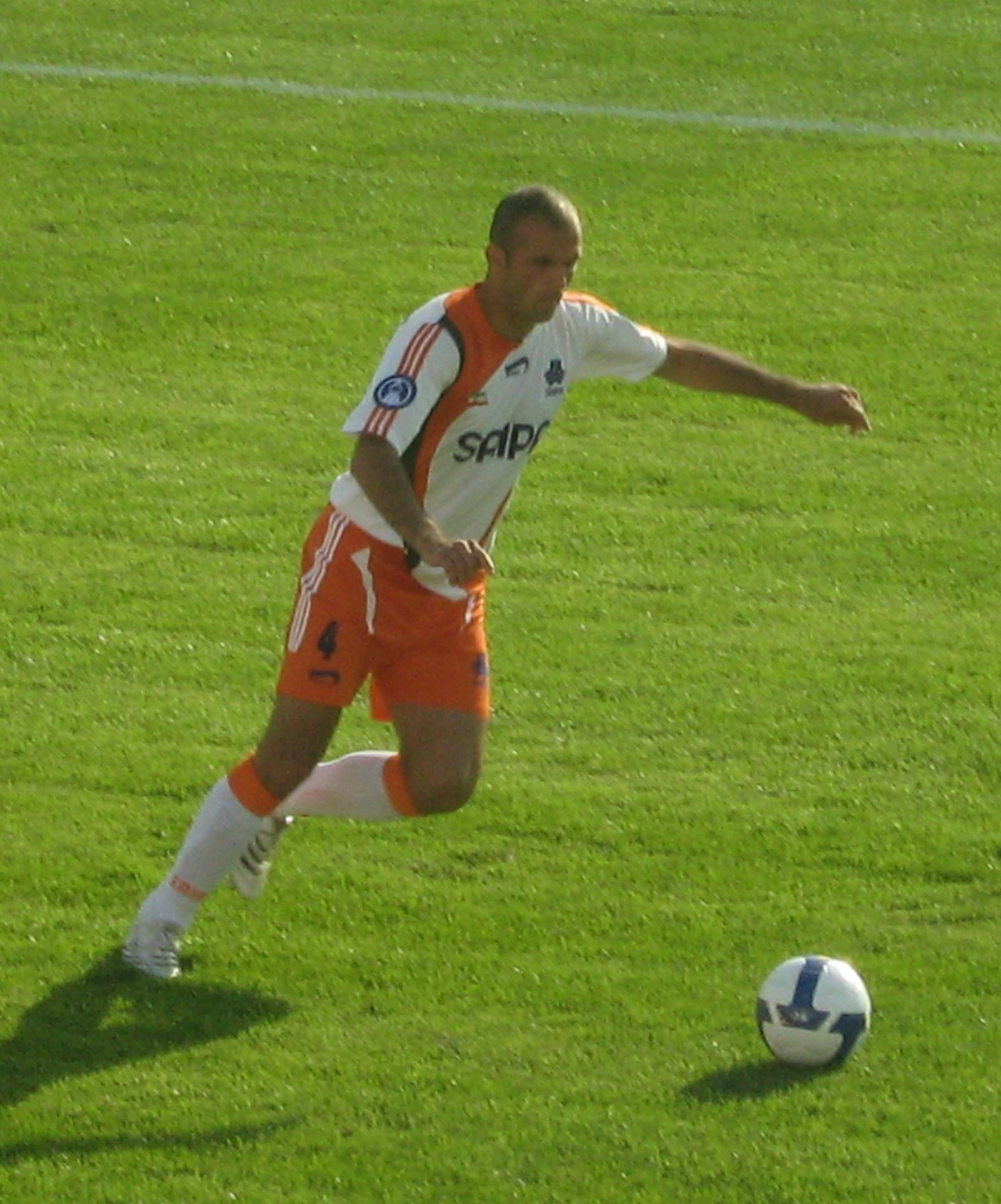
AFCチャンピオンズリーグ2008でサイパFCの一員としてプレーするホセイニー

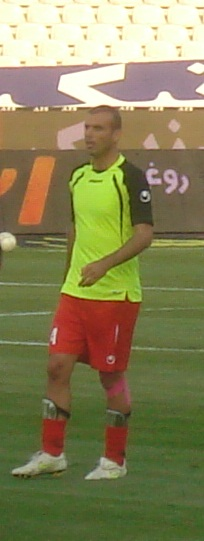
ペルセポリスFCでのホセイニー

2003年にマラヴァーンFCで選手となった後、2005年夏にサイパFCに移籍。それ以前にペルセポリスFCへの移籍の話があったが、これはキャンセルとなった。2005-06シーズンでは早速クラブの中心選手となり、28試合1得点の結果を残した。翌シーズンも26試合1得点の結果を残し、ペルシアン・ガルフ・プロリーグ制覇に貢献した。そしてこれによってAFCチャンピオンズリーグ2008への出場権を得た。
2009年夏にフーラッド・モバラケ・セパハンFCに移籍、レギュラーとして活躍。セパハンには3シーズン在籍し、クラブはリーグを3連覇した。3年の在籍で94試合に出場、リーグ随一のセンターバックとして名を馳せ、2011年にはアジア年間ベストイレブンに選ばれた。そして2012年に退団した。
その2012年にはペルセポリスに1年契約で移籍。2013年2月には1年の契約延長となり、2014年まで在籍した。ペルセポリスでも活躍し、リーグ随一のセンターバックとしてそのまま台頭し続けた。2014年にリーグ2位となったペルセポリスにおいて彼の貢献も大きかった。そしてこの2013-14シーズンにはイランサッカー連盟から年間最優秀ディフェンダー賞を受けた。
2014年7月17日にはカタール・スターズリーグのアル・アハリ・ドーハに1年契約で移籍、2015年5月に退団した。
2015年夏、ナフト・テヘランFCに移籍。
2016年の春にペルセポリスに復帰。
2022年6月25日、現役引退を表明した。

### 代表
U-23代表として2006年アジア競技大会に参加した。その後2007年2月のベラルーシ代表との親善試合でA代表初出場を飾った。
7月に再び招集され、AFCアジアカップ2007に出場、開幕戦のウズベキスタン代表戦で代表初得点を記録し、4戦全てに出場した。
2010 FIFAワールドカップ・アジア予選や2014 FIFAワールドカップ・アジア予選、AFCアジアカップ2011予選、AFCアジアカップ2015予選等にも出場しているが、西アジアサッカー選手権2010、AFCアジアカップ2011本戦で特に活躍した。
2014年6月1日にはカルロス・ケイロス監督から2014 FIFAワールドカップに出場するメンバーに選出された。その後同年12月30日にはAFCアジアカップ2015のメンバーにも選出された。
2016年3月24日に行われたインド代表戦で代表100試合を記録した。

## 私生活
学業としては2007年に法学を修めている。
彼の家族には5人の男子が居り、弟のジャマル・ホセイニーはサッカー選手である。
2010年1月に長らく付き合っていた恋人と結婚しており、2013年に第一子となる娘を出産し、2016年に第二子となる娘を出産した。

## 個人成績

### クラブ
2016年6月3日現在
| 2002-03  | マラヴァーン     |          | プロ       | 24       | 0                  |            |            |          |          |
| 2003-04  | マラヴァーン     |          | アザデガン | 30       | 0                  |            |            |          |          |
| 2004-05  | マラヴァーン     |          | プロ       | 30       | 2                  | 1          | 0          | 31       | 2        |
| 2005-06  | サイパ           |          | プロ       | 28       | 1                  | 0          | 0          | 28       | 1        |
| 2006-07  | サイパ           |          | プロ       | 26       | 3                  | 2          | 0          | 28       | 3        |
| 2007-08  | サイパ           |          | プロ       | 34       | 1                  | 1          | 0          | 35       | 1        |
| 2008-09  | サイパ           |          | プロ       | 29       | 3                  | 1          | 0          | 30       | 3        |
| 2009-10  | セパハン         |          | プロ       | 32       | 1                  | 1          | 0          | 33       | 1        |
| 2010-11  | セパハン         |          | プロ       | 32       | 2                  | 4          | 0          | 36       | 2        |
| 2011-12  | セパハン         |          | プロ       | 30       | 1                  | 1          | 0          | 31       | 1        |
| 2012-13  | ペルセポリス     | 30       | プロ       | 1        | 5                  | 0          | 35         | 1        |          |
| 2013-14  | ペルセポリス     |          | プロ       | 27       | 1                  | 2          | 0          | 29       | 1        |
| カタール | カタール         | カタール | カタール   | リーグ戦 | リーグ戦           | オープン杯 | オープン杯 | 期間通算 | 期間通算 |
| 2014-15  | アル・アハリ     | 4        | スターズ   | 25       | 0                  | 1          | 0          | 26       | 0        |
| イラン   | イラン           | イラン   | イラン     | リーグ戦 | リーグ戦           | オープン杯 | オープン杯 | 期間通算 | 期間通算 |
| 2015-16  | ナフト・テヘラン | 4        | プロ       | 20       | 2                  |            |            |          |          |
| 通算     | イラン           | イラン   | プロ       | 302      | 18\|\|\|\|\|\|\|\| |            |            |          |          |
| 通算     | イラン           | イラン   | アザデガン | 30       | 0\|\|\|\|\|\|\|\|  |            |            |          |          |
| 通算     | カタール         | カタール | スターズ   | 25       | 0                  | 1          | 0          | 26       | 0        |

## 代表歴

### 出場大会
- イラン代表
  - 2014 FIFAワールドカップ

### 試合数
- 国際Aマッチ 114試合 8得点（2007年-2018年）[7]

| イラン代表 | 国際Aマッチ | 国際Aマッチ |
| 年         | 出場        | 得点        |
| ---------- | ----------- | ----------- |
| 2007       | 11          | 1           |
| 2008       | 16          | 1           |
| 2009       | 15          | 0           |
| 2010       | 12          | 1           |
| 2011       | 13          | 2           |
| 2012       | 8           | 0           |
| 2013       | 8           | 1           |
| 2014       | 7           | 0           |
| 2015       | 10          | 1           |
| 2016       | 8           | 1           |
| 2017       | 5           | 0           |
| 2018       | 1           | 0           |
| 通算       | 114         | 8           |

### 得点
| # | 日付           | 場所                                                         | 対戦相手       | 得点 | 結果 | 大会                                   |
| - | -------------- | ------------------------------------------------------------ | -------------- | ---- | ---- | -------------------------------------- |
| 1 | 2007年7月11日  | クアラルンプール、ブキット・ジャリル国立競技場               | ウズベキスタン | 1–1  | 2–1  | AFCアジアカップ2007                    |
| 2 | 2008年3月26日  | クウェート市、アル・クウェート・スポーツ・クラブ・スタジアム | クウェート     | 2–0  | 2–2  | 2010 FIFAワールドカップ・アジア3次予選 |
| 3 | 2010年10月1日  | アンマン、アンマン国際スタジアム                             | イラク         | 1–0  | 2–1  | 西アジアサッカー選手権2010             |
| 4 | 2011年7月17日  | テヘラン、アザディ・スタジアム                               | マダガスカル   | 1–0  | 1–0  | 親善試合                               |
| 5 | 2011年10月11日 | テヘラン、アザディ・スタジアム                               | バーレーン     | 1–0  | 6–0  | 2014 FIFAワールドカップ・アジア3次予選 |
| 6 | 2013年10月15日 | テヘラン、アザディ・スタジアム                               | タイ           | 1–0  | 2–1  | AFCアジアカップ2015                    |
| 7 | 2015年10月8日  | マスカット、スルタン・カーブース・スポーツコンプレックス     | オマーン       | 1–1  | 1–1  | 2018 FIFAワールドカップ・アジア2次予選 |
| 8 | 2016年10月6日  | タシケント、パフタコール・マルカジイ・スタジアム             | ウズベキスタン | 0–1  | 1–1  | 2018 FIFAワールドカップ・アジア3次予選 |

## タイトル

### 選手時代

#### サイパ
- イラン・プロリーグ

 優勝 (1) : 2006-07

#### セパハン
- イラン・プロリーグ

 優勝 (3) : 2009-10, 2010-11, 2011-12

#### ペルセポリス
- イラン・プロリーグ

 優勝 (5) : 2016-17, 2017-18, 2018-19, 2019-20, 2020-21
 準優勝 (1) : 2013-14‌
- ハズフィ・カップ

 優勝 (1) : 2018-19
 準優勝 (1) : 2012-13
- イラン・スーパーカップ

 優勝 (4) : 2017, 2018, 2019, 2020
- AFCチャンピオンズリーグ

 準優勝 (2) : 2018, 2020

#### 個人
- イランサッカー連盟最優秀ディフェンダー (7) : 2006-07, 2007-08, 2013-14, 2015-16, 2016-17, 2017-18, 2018-19
- イランサッカー連盟年間ベストイレブン (5) : 2013-14, 2015-16, 2016-17, 2017-18, 2018-19
- アジアサッカー連盟年間ベストイレブン: 2011

### 監督時代（アシスタント）

#### ペルセポリス
- イラン・プロリーグ

 優勝 (1) : 2022-23
- ハズフィ・カップ

 優勝 (1) : 2022-23
- イラン・スーパーカップ

 優勝 (1) : 2023